# La Fille sous la dunette
 (octobre 2017).
Si vous disposez d'ouvrages ou d'articles de référence ou si vous connaissez des sites web de qualité traitant du thème abordé ici, merci de compléter l'article en donnant les références utiles à sa vérifiabilité et en les liant à la section « Notes et références ».
La Fille sous la dunette, publié en 1980, est le premier des sept tomes des Passagers du vent, une bande dessinée créée par François Bourgeon. Cet album vaudra à son auteur le Prix du meilleur dessinateur au festival d'Angoulême 1980. 

## Synopsis
L'histoire se déroule quelques années avant la Révolution française, sur le Foudroyant, navire de guerre de la Marine Royale. Hoel, un membre de l'équipage, croit apercevoir 2 jeunes filles sous la dunette. Piqué par la curiosité, il s'aventure dans la zone interdite à l'équipage, mais, surpris par un fusilier, il est mis aux fers. Il reçoit alors la visite d'un « jeune homme » qui s'avérera être Isa, l'une des filles qu'il avait vues. Une idylle naîtra entre les deux personnages. Isa lui racontera comment, jeune enfant, elle avait échangé, par jeu, son identité avec son amie, ce qui lui valut de perdre son titre de noblesse. Après diverses péripéties, notamment un combat contre des vaisseaux britanniques, Hoel est fait prisonnier par la Royal Navy. Isa trouve un prétexte pour rester libre. Elle tentera dans le tome suivant de faire évader son compagnon.

## Personnages
Par ordre d'apparition :
- Hoel, Marie Tragan, matelot de haute paye et gabier (aussi orthographié Hoël)
- Isabeau de Marnaye, l'héroïne, amante d'Agnès et de Hoel. Elle possède d'exceptionnelles aptitudes au tir.
- Agnès de Roselande, amante d'Isabeau
- Benoît de Roselande, frère d'Agnès, commandant du navire
- Michel de Saint-Quentin, chirurgien

A noter : au fil de la série, l'héroïne est constamment nommée Isa (pour Isabeau de Marnaye). C'est donc sous cette identité que la liste des personnages s'y réfère. 